# Marie Lina Smyrek

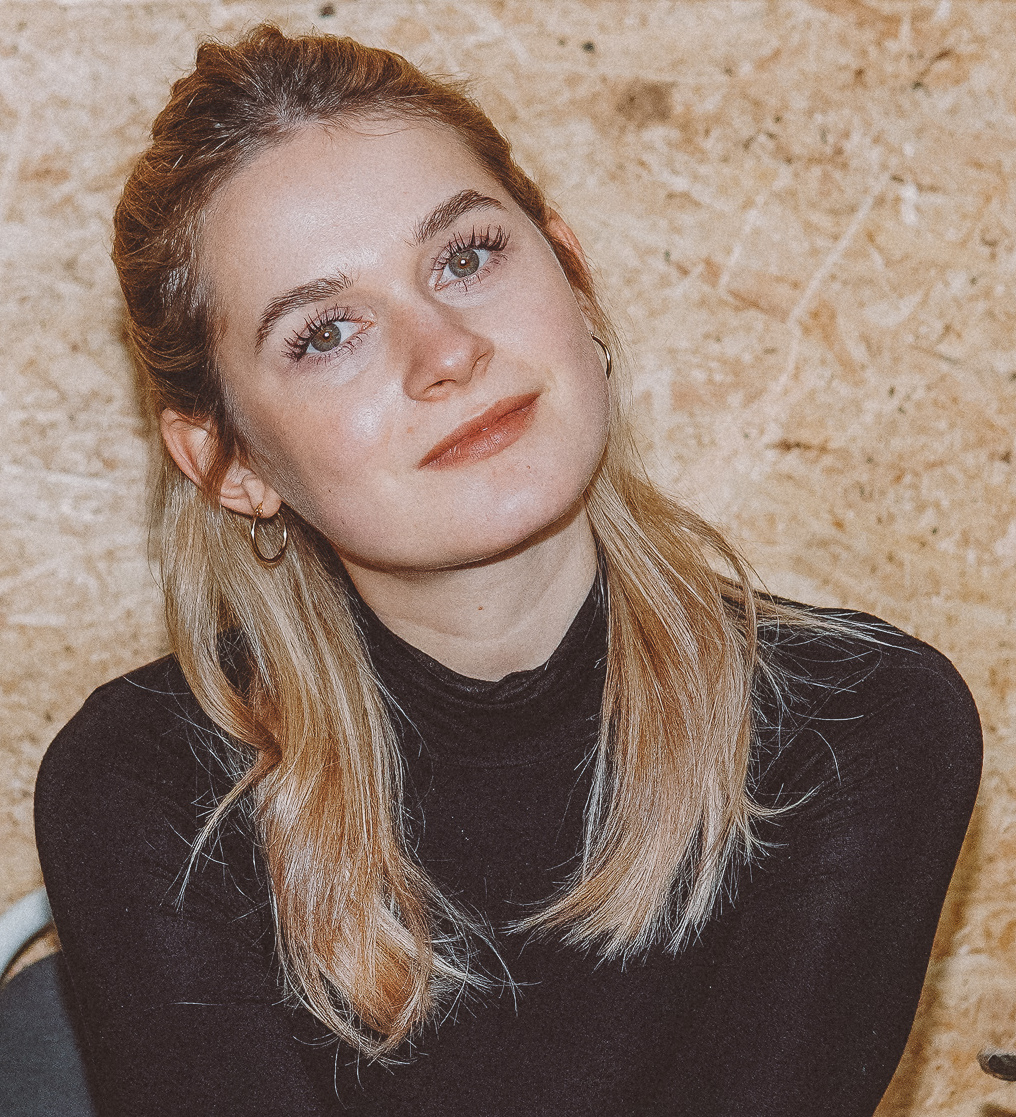
Marie Lina Smyrek (2022)

Marie Lina Smyrek (* 5. Juni 1998 in Salzgitter-Bad) ist eine deutsche Webvideoproduzentin und Comedy-Autorin. Sie betreibt unter dem Pseudonym smypathisch diverse Kanäle in sozialen Netzwerken und ist Teil des Online-Content-Netzwerks funk. Sie erhielt mit ihrem TikTok-Kanal den Grimme-Preis 2023 in der Kategorie Jugend.

## Leben
Marie Lina Smyrek studierte zunächst Kunstwissenschaft an der Hochschule für Bildende Künste Braunschweig und schloss ihr Studium mit dem Master in Medienwissenschaft an der Universität Hamburg ab. Während ihres Studiums absolvierte sie Praktika in verschiedenen Produktionsfirmen, u. a. bei der bildundtonfabrik. Sie ist als Comedy-Autorin und Ensemblemitglied bei Die Carolin Kebekus Show tätig.

## Smypathisch
Im September 2021 startete Smyrek den TikTok-Kanal smypathisch, auf dem sie anfangs alltägliche Themen, wie Werbeslogans, Gartenkräuter oder Obstsorten kritisierte. Im April 2022 wurde der Kanal Teil des funk-Netzwerkes.
In den ersten Jahren ihres Kanals trat Smyrek im Großteil ihrer Videos mit einem Filter auf, der nur Augen und Mund zeigt. Im Wochenrückblick der Woche reagiert sie auf das politische Wochengeschehen und popkulturelle Ereignisse. Das Format wird wöchentlich ausgestrahlt.
Für smypathisch gewann sie 2023 als erster TikTok-Kanal den Fernseh-Grimme-Preis. Die Jury begründete ihre Entscheidung mit den Worten: „Marie Lina Smyrek hat mit ‚smypathisch‘ ein Format von einzigartiger Stilistik und Originalität geschaffen, das zur Weiterentwicklung der audiovisuellen Kultur beiträgt und mehr als die junge Zielgruppe im Auge hat. (…) Solche Leute werden den öffentlich-rechtlichen Rundfunk retten“.
Im August 2024 wurde das Format durch das „unnötig kritische Interviewformat“ smypathisch – die show ergänzt und seit März 2025 tritt Smyrek auch im „Wochenrückblick der Woche“ ohne Face-Filter auf und moderiert als Person und in längerer Sendung auf YouTube. Der Filter taucht in regelmäßigen Abständen als Sidekick auf. smypathisch wird von der bildundtonfabrik im Auftrag des ZDF für funk produziert.

## Auszeichnungen
- 2023: Grimme-Preis in der Kategorie Jugend
- 2023: Medium Top 30 bis 30[9]